# Marysvale
Marysvale és una població dels Estats Units a l'estat de Utah. Segons el cens del 2010 tenia 408 habitants.
S'hi va obrir una oficina de correus amb el nom de Marysvale des de 1872. El nom que significa «vall de Maria» probablement era triat per devoció a la Mare de Déu.
Segons el cens del 2000, tenia 149 habitatges, i 113 famílies.